# Mount Shasta
Mount Shasta é uma cidade localizada no estado americano da Califórnia, no Condado de Siskiyou. Foi incorporada em 31 de maio de 1905.

## Geografia
De acordo com o United States Census Bureau, a cidade tem uma área de 9,8 km², onde todos os 9,8 km² estão cobertos por terra.

### Localidades na vizinhança
O diagrama seguinte representa as localidades num raio de 32 km ao redor de Mount Shasta.

## Demografia
Segundo o censo nacional de 2010, a sua população é de 3 394 habitantes e sua densidade populacional é de 347,59 hab/km². Possui 1 895 residências, que resulta em uma densidade de 194,08 residências/km².